# Mosa Lebusa
Mosa Lebusa (Welkom, 10 ottobre 1992) è un calciatore sudafricano, difensore del Mamelodi Sundowns e della nazionale sudafricana.

## Palmarès

### Club

#### Competizioni nazionali
- Campionato sudafricano: 7

Mamelodi Sundowns: 2018-2019, 2019-2020, 2020-2021, 2021-2022, 2022-2023, 2023-2024, 2024-2025
- MTN 8: 2

Ajax Cape Town: 2015
Mamelodi Sundowns: 2021
- Coppa di Lega sudafricana: 1

Mamelodi Sundowns: 2019
- Coppa del Sudafrica: 1

Mamelodi Sundowns: 2019-2020

#### Competizioni internazionali
- African Football League: 1

Mamelodi Sundowns: 2023